# María Gloria Hernández Madrid
María Gloria Hernández Hernández Madrid (Apan, Hidalgo, 28 de marzo de 1964) es una abogada y política mexicana, miembro del Partido Revolucionario Institucional desde hace 34 años y actual diputada federal por el Distrito 07 con cabecera en Tepeapulco. Es egresada en Derecho por la Universidad Autónoma del Estado de Hidalgo, con maestría en Derecho Penal por la Universidad Autónoma del Estado de Tlaxcala y Máster Internacional en Derecho Penal por la Universidad de Barcelona.
Promovente de la Ley General de Víctimas del Estado de Hidalgo, creadora del Centro de Justicia para las Mujeres y de la Unidad de Género en el Congreso del Estado de Hidalgo.

## Biografía
Es hija de Justino Francisco Hernández Ortiz, novillero reconocido como Paco Ortiz y de Juana Gloria Madrid Pérez, ambos originarios del municipio de Apan, Hidalgo, quienes procrearon 8 hijos. Familia tradicional, de origen campesino, con gran apego a la fiesta taurina y la charrería. 

## Trayectoria
Su desarrollo profesional inició en la máxima Casa de Estudios, la Universidad Autónoma del Estado de Hidalgo, como Jefe de Archivo y posteriormente como Secretaria Particular de la Dirección de Control Escolar. En el Estado de Tlaxcala, fungió como Directora del DIF Municipal de Nanacamilpa, así como Directora de Participación Ciudadana y Prevención del Delito en el Consejo Estatal de Seguridad Pública. En la Procuraduría General de Justicia del Estado de Tlaxcala, se desempeñó como Directora de Control de Procesos, Directora de Averiguaciones Previas y Visitador General. Asimismo, en el Congreso del Estado de Tlaxcala fue asesora jurídica.
En Hidalgo, Gloria Hernández Madrid alcanzó la posición de Sindica Procuradora en el H. Ayuntamiento de Apan, posteriormente al interior de la Procuraduría General de Justicia del Estado de Hidalgo, se convirtió en directora de Averiguaciones Previas. También coordinó la implementación del Centro de Justicia para las Mujeres del Estado de Hidalgo. 
Como diputada local en el Congreso del Estado de Hidalgo, Gloria Hernández legisló a favor de las mujeres víctimas de violencia con el otorgamiento de medidas de protección durante el tiempo que lo requieran y el desarrollo de programas de capacitación y aplicación de protocolos en los municipios. También trabajo para agravar las penas por delitos de violencia familiar y patrimonial, así como la homologación de diversas leyes en materia de procuración y acceso a la justicia. Durante su gestión presentó 6 iniciativas.
Para la difusión y conocimiento de la implementación del Nuevo Sistema de Justicia Penal gestionó la realización de foros y capacitación para el personal del Poder Legislativo de Hidalgo.  
Es diputada federal por el Distrito 07, secretaria de la Comisión de Justicia e integrante de las comisiones de Seguridad Pública, así como de Régimen, Reglamentos y Prácticas Parlamentarias. Además es presidenta del Patronato del Hospital Regional del Altiplano.

## Vida política
Hace 32 años inició su trayectoria política al afiliarse al Partido Revolucionario Institucional, donde asumió la Secretaria de Organización y la Secretaria General del Comité Directivo Estatal del PRI Hidalgo; su principal aporte fue impulsar la formación y capacitación de nuevos cuadros. Convencida de que la capacitación es el único camino para enfrentar las demandas actuales de la sociedad, promovió un sinnúmero de diplomados, cursos y talleres para los jóvenes. 
Gloria Hernández Madrid ha sido Consejera Política Nacional, Estatal y Municipal, representante de Síndicos y Regidores e integrante de la Comisión de Justicia Partidaria. 